# Pierre Sancan
Pierre Sancan (francès: Pierre Charles Sancan)  (Masamet, 24 d'octubre de 1916 - 15è districte de París, 19 d'octubre de 2008) fou un pianista, professor, i pianista francès.
Va iniciar els seus estudis musicals a l'Escola de Música de Meknes (Marroc), alhora que va ser campió marroquí de bàsquet. Després fou estudiant del Conservatori de Tolosa (1932-1934). El 1934 va ingressar al Conservatori de París, on va estudiar piano amb Yves Nat, i fuga amb Noël Gallon, composició amb Henri Büsser i direcció amb Charles Munch. El 1943, va guanyar el Prix de Rome.
Va començar una bona carrera notada pel concert en el terreny de Maurice Ravel. Moltes peces per a pianistes principiants serveixen de base per als professors de piano (sobretot, obres infantils, edició del cortina vermella).
Va ensenyar piano al Conservatori Nacional de Música i Dansa de París el 1956, on es va succeir en el càrrec a Yves Nat el 1985. La seva concepció de la tècnica del piano, vinculada a reflexions anatòmiques, el va convertir en un professor indiscutible. Va formar els més grans pianistes francesos de finals del segle xx, entre ells:
- Olivier Cazal,
- Abdel Rahman El Bacha,
- Jean-Efflam Bavouzet,
- Jean-Marc Savelli,
- Émile Naoumoff,
- Géry Moutier,
- Jean-Bernard Pommier,
- Jacques Rouvier,
- Jean -Filippe Collard,
- Olivier Gardon,
- Michel Béroff,
- Yves Henry,
- Thierry Huillet,
- Corinne Kloska,
- Alexander Bodak,
- Marc Laforest,
- Géry Moutier,
- Jean-Francois Zygel,
- i també el català Jordi Moraleda Perxachs,
- el suís Jean-François Antonioli,
- el turc Selman Ada,
- o el vietnamita Dang Thai Son.

Afectat per la Malaltia d'Alzheimer, es va retirar el 1985.